# Nowy Ratusz w Lublinie
Nowy Ratusz – ratusz w Lublinie wybudowany w latach 1827–1828 w stylu klasycystycznym na miejscu dawnego klasztoru karmelitów bosych. Współcześnie Ratusz nadal pełni funkcje administracyjne, będąc siedzibą Prezydenta Miasta Lublin oraz Rady Miasta Lublin.

## Historia
Nowy Ratusz w Lublinie powstał w miejscu dawnego klasztoru karmelitów bosych. Już w roku 1611 planowano budowę Magistratu. Zygmunt III Waza wydał w tym celu specjalne przyzwolenie. Jednak do Lublina przybyli karmelici, którzy zapragnęli zbudować dla siebie klasztor dokładnie w miejscu planowanej budowy Magistratu. Nabyli grunty na różne, w tym bezprawne, metody i zbudowali kompleks klasztorny.

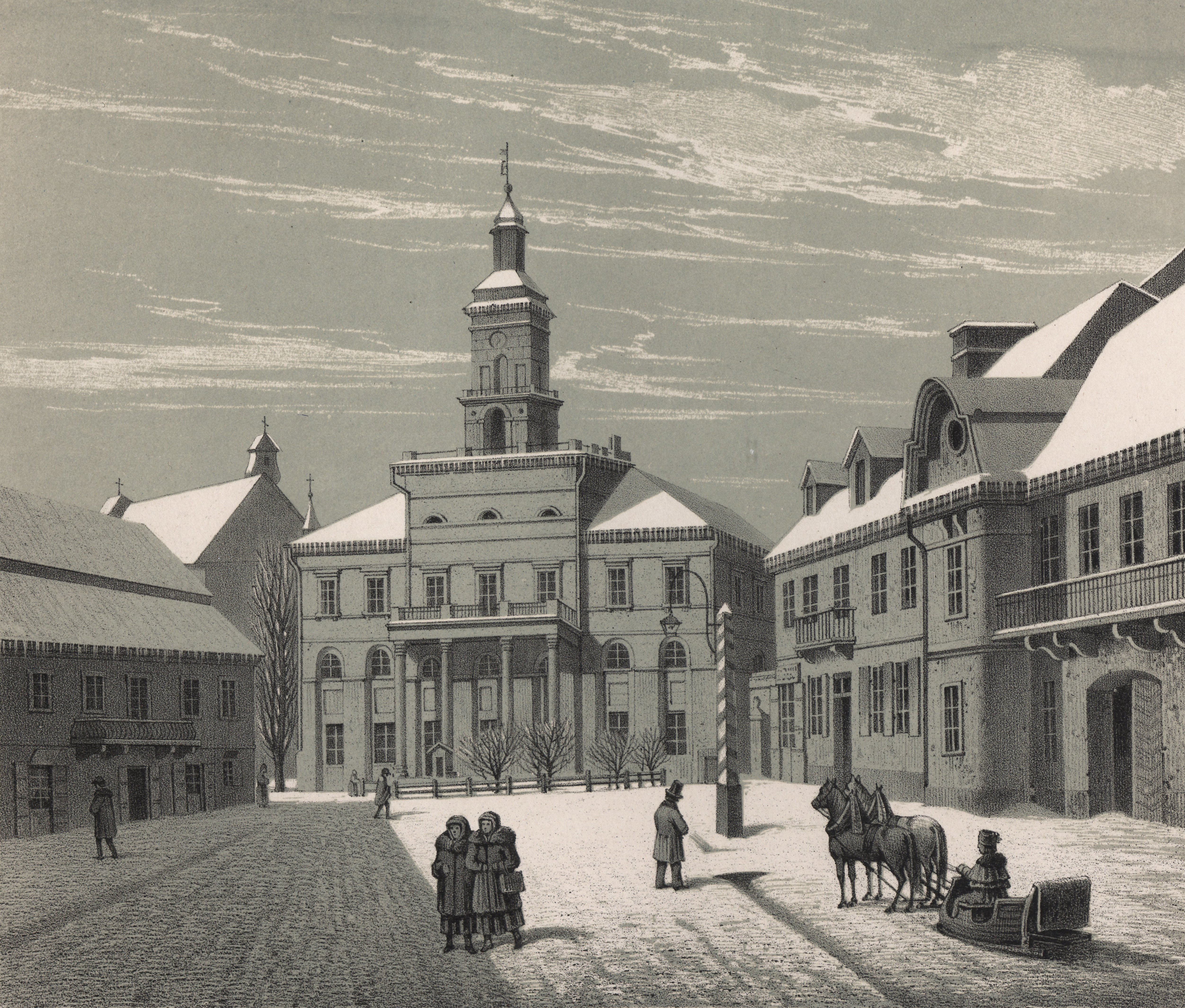
Nowy Ratusz na litografii Adama Lerue (ok. 1858)

20 kwietnia 1803 o godzinie 23.00 wybuchł wielki pożar klasztoru. Karmelici opuścili budynki, w 1807 rząd austriacki wystawił ruiny na licytację, w 1826 nabył je Magistrat miasta Lublina. Ze względów oszczędnościowych na początku urzędnicy musieli pracować w zniszczonych murach klasztornych. Dopiero po interwencjach dziennikarzy lubelskich, postanowiono tu zbudować Magistrat. Prace trwały w latach 1827-1828. Autorem przebudowy był Aleksander Groffe, prace nadzorował Jakub Hempel. Ratusz wybudowano w stylu klasycystycznym.

### II wojna światowa
Podczas II wojny światowej budynek uległ zniszczeniu w 1939 oraz podczas wyzwalania Lublina w 1944. Odbudowa Ratusza trwała w latach 1947–1952. Budynek zachował dziewiętnastowieczną klasycystyczną formę. Podczas bombardowań w 1944 w piwnicach Ratusza uwięzieni zostali ludzie, którzy z głodu zostali zmuszeni do kanibalizmu.

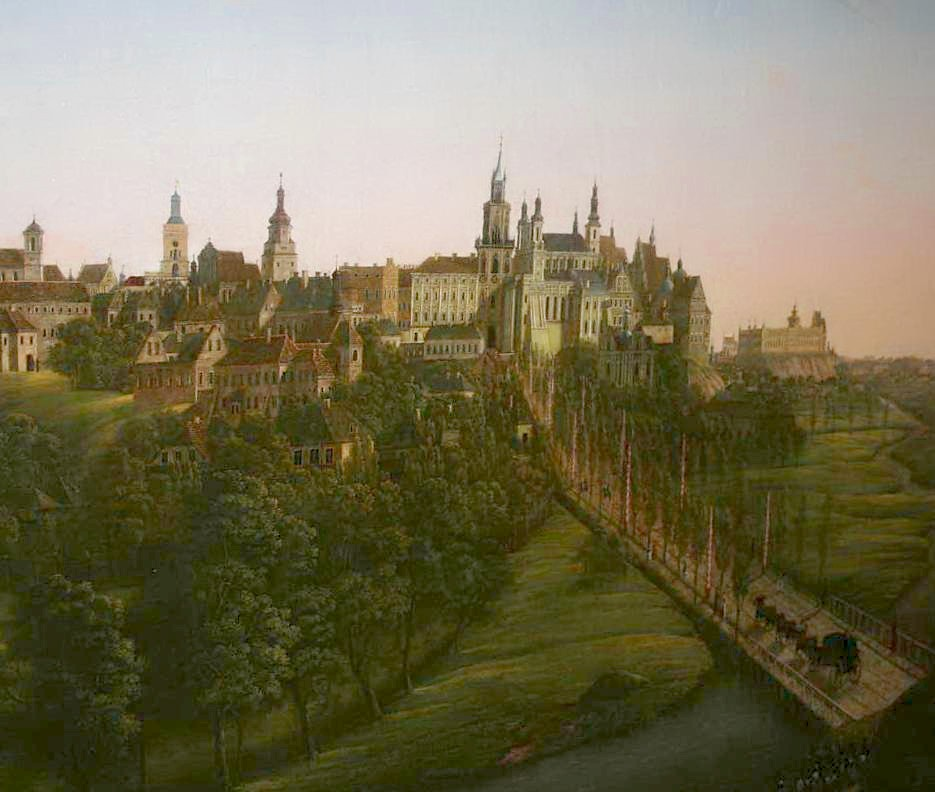
Obraz Wjazd generała Zajączka do Lublina znajdujący się we wnętrzu Ratusza